# Острошка Нова Вес
Острошка Нова Вес (чеш. Ostrožská Nová Ves) је насељено мјесто са административним статусом сеоске општине (чеш. obec) у округу Ухерско Храдиште, у Злинском крају, Чешка Република.

## Становништво
Према подацима о броју становника из 2014. године насеље је имало 3.391 становника.